# Myomimus setzeri
```

```

Myomimus setzeri је врста глодара из породице пухова (лат. Gliridae). 

## Распрострањење
Врста је присутна у Азербејџану, Ирану и Турској.

## Станиште
Врста Myomimus setzeri има станиште на копну.

## Угроженост
Подаци о распрострањености ове врсте су недовољни.

### Популациони тренд
Популациони тренд је за ову врсту непознат.